# Schloss Freyenthurn

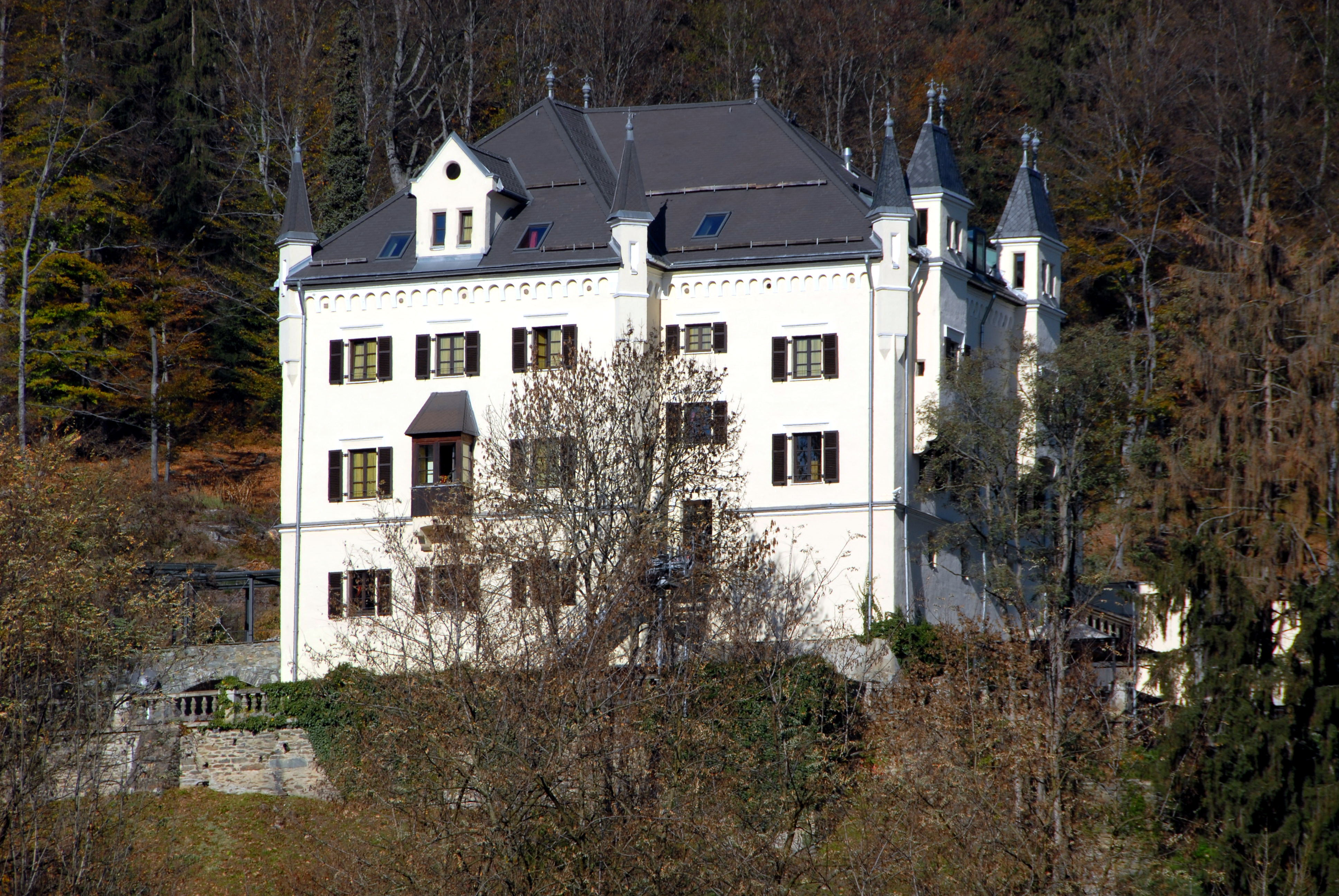
Süd-Ansicht (2006)

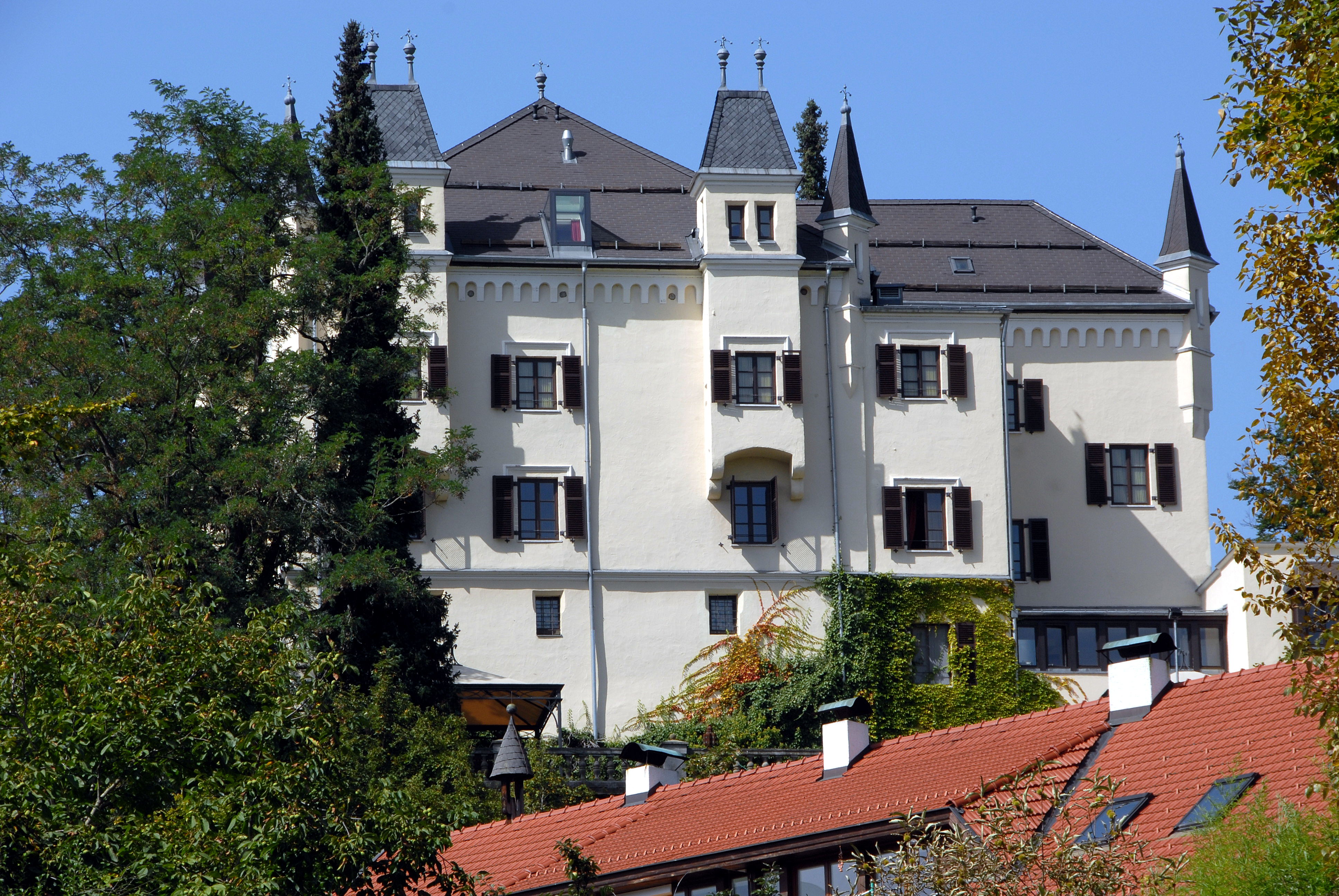
Ost-Ansicht (2008)

Das Schloss Freyenthurn liegt im Westen der Stadt Klagenfurt am Südhang des Falkenberges, weithin sichtbar oberhalb der Ostbucht des Wörthersees. Westlich darunter befindet sich der Weingarten der Stadt.

## Geschichte
Das Schloss wurde um das jahr 1541 von Hans Angerer, dem Hofzahlmeister des König Ferdinand I. im burgartigen Renaissancestil als turmartiger Ansitz erbaut. Der Bauherr durfte anschließend seinem Namen das Prädikat zu Freyenthurn hinzufügen und nannte sich fortan Hans Angerer zu Freyenthurn. Im Lauf der Geschichte wechselte das Schloss über die Jahrhunderte häufig den Besitzer. Gegen Ende des 16. Jahrhunderts gelangte es an Sebaldus Feulner, dem Schlossherr von Drasing, der sich ab dem Jahr 1597 Sebald von Staudach nach Freyenthurn nannte. Im Jahr 1670, nach dem Tod von Julius Neidhart von Staudach, erwarb Reichsgraf Johann Wilhelm Attems, dem bereits die Herrschaften Tanzenberg und Oberfalkenstein gehörten, das Schloss Freyenthurn. Über Johann Andreas Sauer Graf von Ankenstein kam das Gut im Jahr 1686 an Michael von Thalheim, der nächste Besitzerwechsel fand jedoch schon im Jahr 1694 statt, als Andreas Lorenz von Vierengl die Herrschaft erwarb. Von 1743 bis 1815 war das Schloss Eigentum der Grafen Grotta von Grottenegg, die es schließlich in einen Fideikommiss einbrachten. Anton Medardus Kerschbaumer zu Treuenfeld erwarb die Herrschaft im Jahr 1815 und verkaufte es zwei Jahre später an den Kärntner Eisenmäzen Freiherr von Koller. Dieser verkaufte das Schloss im Jahr 1842 an den Industriellen Johann Rainer von Harbach. Im Jahr 1884 ließ der damalige Eigentümer Wilhelm Graf Westerholt das Schloss im damals sehr beliebten Tudorstil umbauen. Erst zu diesem Zeitpunkt erlangte es seine heutige markante Gestalt mit den vielen Erkern und Türmen. Die Witwe des Grafen verkaufte den Besitz wiederum im Jahr 1923 an den Villacher Holzhändler und Gewerke David Egger.
Im Zweiten Weltkrieg wurde das Schloss vor allem an den Nebengebäuden und der Hinterseite stark beschädigt. Nach dem Tod von David Egger übernahm seine Tochter Marianne Haßlacher im Jahr 1950 den Besitz. Bereits vier Jahre später ging dieser schon an ihre Tochter Hertha Hoppe über, die in Freyenthurn ein Schlosshotel einrichtete. Es folgten anschließend weitere missglückte Versuche, das Schloss zu revitalisieren. Zeitweise war auch ein Sanatorium geplant. Alle Pläne scheiterten jedoch an den enormen Erhaltungskosten des Gebäudekomplexes. Nach Hertha Hoppe war ihr Sohn Gotthardt Hoppe Eigentümer.
Ende des 20. Jahrhunderts erwarb eine Wiener Investorengesellschaft das Schloss, die jedoch im Jahr 2001 Konkurs anmeldete. Nach jahrelangen Bemühungen, einen neuen Besitzer für das Anwesen zu finden, erwarb es 2003 erneut eine Wiener Investorengesellschaft, die es zurzeit an den Betreiber eines Nobelbordells verpachtet hat.